# アニモーフ
『アニモーフ』(Animorphs)は、アメリカ合衆国の作家K・A・アップルゲイトによる小説シリーズ。

## 概要
1996年6月から2001年5月にかけて、本編全54巻がアメリカのスカラティック社より出版された。加えてスピンオフなどの関連書籍が10冊出版されている。
K・A・アップルゲイト名義ではあるが、キャサリン・アリス・アップルゲイトと夫のマイケル・グラント (1954年生の作家)との共著である。また、後半の巻の多くは、出産などで多忙であったアップルゲイトの原案を基にゴーストライターによって書かれており、各巻の献辞に記されている。
発売から1年で1000万部近く売り上げる人気作となり、25か国語以上に翻訳されている。2011年時点では全世界発行部数が3500万部以上に達していた。
2011年から「セガのゲーム機」といった時代に合わなくなった表現を修正するなどした改訂版が出版されていたが、8巻までで打ち切りとなった。
基本的にジェイク、レイチェル、トバイアス、キャシー、マルコ、途中からアックスを加えた6人のうち1人がその巻の「語り手」として一人称視点で叙述する形式をとる。

## あらすじ
ジェイク、レイチェル、トバイアス、キャシー、マルコの5人の中学生が、ある日の帰宅途中にアンダリテという種族のエイリアンと遭遇した。アンダリテはイェルクという寄生生物が地球侵略を企てており、既に一部の人間は寄生されているということを伝えた上で、動物に変身する力である「アニモーフ」を5人に与えた。アンダリテがイェルクに倒された後に逃げ延びた5人は、「アニモーフ」の力を試し、イェルクとの戦いを行うべきか5人それぞれが悩み議論する。そんな中でジェイクの兄のトムや学校の教頭のチャップマン先生という身近な人物がイェルクの宿主にされていることを知り、5人はイェルクとの戦いに身を投じていくこととなった。

## 登場人物
ジェイク（Jake）
男子。リーダー的な立ち位置となる。1巻の語り手。
レイチェル（Rachel）
女子。ジェイクのいとこ。おしゃれが好きで好戦的。2巻の語り手。
トバイアス（Tobias）
男子。気弱な性格。1巻の最後でアニモーフの時間制限を超過してタカの姿から戻れなくなった。3巻の語り手。
キャシー（Cassie）
アフリカ系アメリカ人の女子。農場暮らしで動物に詳しい。4巻の語り手。
マルコ（Marco）
ラテン系アメリカ人の男子。ムードメーカーだが皮肉屋。5巻の語り手。
アックス（Ax）
4巻で発見されたアンダリテ。本名はアクシミリ・エスガルロウス・イスティル（Aximili-Esgarrouth-Isthill）。1巻で登場したアンダリテの弟。

## 日本語版
2004年に早川書房の児童書レーベルである「ハリネズミの本箱」から最初の5巻のみが発売されている。訳者は羽地和世。
アメリカ版の表紙にはコンピューターでデザインされた動物への変身過程の画像が使用されていたが、日本語版では飯田正美による手書きのイラストが本文中の挿絵含めて採用されていた。1巻の表紙でジェイクが変身している動物が、アメリカ版でのトカゲではなく犬であるといった差異も存在する。
| 日本語題         | 原題          | 出版日        | ISBN               |
| ---------------- | ------------- | ------------- | ------------------ |
| エイリアンの侵略 | The Invasion  | 2004年2月10日 | ISBN 9784152500175 |
| おそろしき訪問者 | The Visitor   | 2004年3月11日 | ISBN 9784152500182 |
| 宇宙船との対決   | The Encounter | 2004年4月9日  | ISBN 9784152500205 |
| 海底からの声     | The Message   | 2004年5月11日 | ISBN 9784152500212 |
| 生き残るために   | The Predator  | 2004年6月11日 | ISBN 9784152500236 |

## 派生作品・商品

### テレビドラマ
スコラスティック社に属するスカラスティック・プロダクションズとカナダのプロトコル・エンターテインメントによって1998年から全26話の実写ドラマが製作された。放送局はアメリカではニコロデオン、カナダでは第1シーズンがYTV、第2シーズンがグローバルテレビジョンネットワークとなった。

### ゲーム
『Animorphs: Know the Secret』がMicrosoft Windows向けゲームとして発売されたほか、2000年にはシングルトラック社からPlayStationで『Animorphs: Shattered Reality』、ユービーアイソフトからゲームボーイカラーで『Animorphs (ゲーム)』が発売された。

### グラフィックノベル
各巻のグラフィックノベル版が2020年10月以降に発売されており、2025年6月現在の最新刊は6巻。

### トランスフォーマー
1999年にハズブロから世界観が異なるトランスフォーマーシリーズの一部としてアニモーフの変形玩具が販売されたが、商業的に失敗に終わった。一部のモデルはビーストウォーズシリーズのMutant Beast Warsとして再利用されて発売された。